# Kvalifikacije za Europsko prvenstvo u košarci 2013.
Na Europsko prvenstvo u košarci 2013. na kojem će nastupati 24 reprezentacije izravno su se kvalificirali domaćin Slovenija, sudionici olimpijskog turnira 2012. Francuska, Velika Britanija i Španjolska (osvojila srebro), te sudionici olimpijskog kvalifikacijskog turnira Grčka, Litva (izborila nastup na OI), Makedonija i Rusija (izborila nastup na OI i osvojila broncu). Branitelj naslova je Španjolska koja je bila prvak i 2009. Preostala 31 momčad bori se za 16 mjesta u kvalifikacijama koje traju od 14. kolovoza do 11. rujna 2012.

## Kvalifikacije

### Skupina A
|    | Reprezentacija | Bod. | Ut. | Pob. | Por. | Pos. | Pri. | RP   |
| -- | -------------- | ---- | --- | ---- | ---- | ---- | ---- | ---- |
| 1. | Crna Gora      | 20   | 10  | 10   | 0    | 814  | 697  | +117 |
| 2. | Izrael         | 16   | 10  | 6    | 4    | 861  | 751  | +90  |
| 3. | Srbija         | 16   | 10  | 6    | 4    | 846  | 721  | +125 |
| 4. | Estonija       | 16   | 10  | 6    | 4    | 768  | 761  | +7   |
| 5. | Island         | 11   | 10  | 1    | 9    | 743  | 920  | -177 |
| 6. | Slovačka       | 11   | 10  | 1    | 9    | 704  | 886  | -182 |

14. i 15. kolovoza 2012.
- Island -  Srbija 78:91
- Crna Gora -  Izrael 75:69
- Estonija -  Slovačka 95:74

18. kolovoza 2012.
- Slovačka -  Island 75:81
- Srbija -  Crna Gora 71:73
- Izrael -  Estonija 86:88

21. kolovoza 2012.
- Slovačka -  Srbija 71:93
- Island -  Izrael 83:110
- Estonija -  Crna Gora 64:77

24. kolovoza 2012.
- Slovačka -  Izrael 64:82
- Crna Gora -  Island 85:67
- Srbija -  Estonija 88:63

27. i 28. kolovoza 2012.
- Slovačka -  Crna Gora 81:94
- Island -  Estonija 67:86
- Izrael -  Srbija 89:76

30. kolovoza 2012.
- Slovačka -  Estonija 70:84
- Srbija -  Island 114:58
- Izrael -  Crna Gora 76:81

2. rujna 2012.
- Island -  Slovačka 84:86
- Estonija -  Izrael 53:84
- Crna Gora -  Srbija 72:62

5. rujna 2012.
- Izrael -  Island 92:75
- Srbija -  Slovačka 87:62
- Crna Gora -  Estonija 76:67

8. rujna 2012.
- Island -  Crna Gora 92:101 (poluvrijeme 61:39!}[1]
- Estonija -  Srbija 88:81
- Izrael -  Slovačka 106:73

11. rujna 2012.
- Crna Gora -  Slovačka 80:48
- Srbija -  Izrael 83:67
- Estonija -  Island 80:58

### Skupina B
|    | Reprezentacija | Bod. | Ut. | Pob. | Por. | Pos. | Pri. | RP   |
| -- | -------------- | ---- | --- | ---- | ---- | ---- | ---- | ---- |
| 1. | Njemačka       | 16   | 8   | 8    | 0    | 695  | 547  | +148 |
| 2. | Švedska        | 12   | 8   | 4    | 4    | 678  | 624  | +54  |
| 3. | Bugarska       | 12   | 8   | 4    | 4    | 669  | 647  | +22  |
| 4. | Azerbajdžan    | 12   | 8   | 4    | 4    | 658  | 660  | -2   |
| 5. | Luksemburg     | 8    | 8   | 0    | 8    | 580  | 802  | -222 |

15. kolovoza 2012.
- Luksemburg -  Azerbajdžan 78:101
- Bugarska -  Švedska 78:73

18. kolovoza 2012.
- Njemačka -  Luksemburg 101:53
- Azerbajdžan -  Bugarska 88:71

21. kolovoza 2012.
- Bugarska -  Njemačka 70:82
- Švedska -  Azerbajdžan 96:79

24. kolovoza 2012.
- Luksemburg -  Bugarska 68:94
- Njemačka -  Švedska 81:66

27. kolovoza 2012.
- Švedska -  Luksemburg 111:74
- Azerbajdžan -  Njemačka 68:85

30. kolovoza 2012.
- Švedska -  Bugarska 85:71
- Azerbajdžan -  Luksemburg 95:77

2. rujna 2012.
- Luksemburg -  Njemačka 67:95
- Bugarska -  Azerbajdžan 94:77

5. rujna 2012.
- Njemačka -  Bugarska 79:69
- Azerbajdžan -  Švedska 82:76

8. rujna 2012.
- Švedska -  Njemačka 86:91
- Bugarska -  Luksemburg 120:95

11. rujna 2012.
- Njemačka -  Azerbajdžan 81:68
- Luksemburg -  Švedska 68:85

### Skupina C
|    | Reprezentacija | Bod. | Ut. | Pob. | Por. | Pos. | Pri. | RP   |
| -- | -------------- | ---- | --- | ---- | ---- | ---- | ---- | ---- |
| 1. | Hrvatska       | 16   | 8   | 8    | 0    | 685  | 539  | +146 |
| 2. | Ukrajina       | 14   | 8   | 6    | 2    | 580  | 523  | +57  |
| 3. | Austrija       | 11   | 8   | 3    | 5    | 601  | 589  | +12  |
| 4. | Mađarska       | 11   | 8   | 3    | 5    | 593  | 619  | -31  |
| 5. | Cipar          | 8    | 8   | 0    | 8    | 445  | 634  | -189 |

15. kolovoza 2012.
- Ukrajina -  Mađarska 77:71
- Cipar -  Austrija 86:89

18. kolovoza 2012.
- Austrija -  Ukrajina 57:61
- Hrvatska -  Cipar 93:38

21. kolovoza 2012.
- Ukrajina -  Hrvatska 79:80
- Mađarska -  Austrija 81:75

24. kolovoza 2012.
- Hrvatska -  Mađarska 89:65
- Cipar -  Ukrajina 47:68

27. kolovoza 2012.
- Mađarska -  Cipar 77:64
- Austrija -  Hrvatska 75:82

30. kolovoza 2012.
- Mađarska -  Ukrajina 76:78
- Austrija -  Cipar 77:52

2. rujna 2012.
- Ukrajina -  Austrija 68:57
- Cipar -  Hrvatska 49:98

5. rujna 2012.
- Hrvatska -  Ukrajina 84:80
- Austrija -  Mađarska 97:81

8. rujna 2012.
- Ukrajina -  Cipar 69:51
- Mađarska -  Hrvatska 79:81

11. rujna 2012.
- Hrvatska -  Austrija 78:74
- Cipar -  Mađarska 58:63

### Skupina D
|    | Reprezentacija      | Bod. | Ut. | Pob. | Por. | Pos. | Pri. | RP   |
| -- | ------------------- | ---- | --- | ---- | ---- | ---- | ---- | ---- |
| 1. | Bosna i Hercegovina | 14   | 8   | 6    | 2    | 736  | 672  | +64  |
| 2. | Gruzija             | 14   | 8   | 6    | 2    | 707  | 666  | +41  |
| 3. | Latvija             | 13   | 8   | 5    | 3    | 655  | 584  | +71  |
| 4. | Nizozemska          | 10   | 8   | 2    | 6    | 667  | 726  | -59  |
| 5. | Rumunjska           | 9    | 8   | 1    | 7    | 569  | 686  | -117 |

15. kolovoza 2012.
- Rumunjska -  Nizozemska 90:84
- Bosna i Hercegovina -  Latvija 87:84

18. kolovoza 2012.
- Gruzija -  Rumunjska 80:64
- Nizozemska -  Bosna i Hercegovina 89:107

21. kolovoza 2012.
- Bosna i Hercegovina -  Gruzija 95:96
- Latvija -  Nizozemska 85:70

24. kolovoza 2012.
- Rumunjska -  Bosna i Hercegovina 79:84
- Gruzija -  Latvija 79:76

27. kolovoza 2012.
- Nizozemska -  Gruzija 91:88
- Latvija -  Rumunjska 89:53

30. kolovoza 2012.
- Nizozemska -  Rumunjska 80:74
- Latvija -  Bosna i Hercegovina 80:64

2. rujna 2012.
- Rumunjska -  Gruzija 74:91
- Bosna i Hercegovina -  Nizozemska 99:83

5. rujna 2012.
- Gruzija -  Bosna i Hercegovina 103:107
- Nizozemska -  Latvija 81:86

8. rujna 2012.
- Latvija -  Gruzija 70:73
- Bosna i Hercegovina -  Rumunjska 93:58

11. rujna 2012.
- Rumunjska -  Latvija 77:85
- Gruzija -  Nizozemska 97:89

### Skupina E
|    | Reprezentacija | Bod. | Ut. | Pob. | Por. | Pos. | Pri. | RP   |
| -- | -------------- | ---- | --- | ---- | ---- | ---- | ---- | ---- |
| 1. | Poljska        | 14   | 8   | 6    | 2    | 706  | 568  | +138 |
| 2. | Finska         | 14   | 8   | 6    | 2    | 717  | 572  | +145 |
| 3. | Belgija        | 13   | 8   | 5    | 3    | 618  | 545  | +73  |
| 4. | Švicarska      | 11   | 8   | 3    | 5    | 570  | 670  | -100 |
| 5. | Albanija       | 8    | 8   | 0    | 8    | 495  | 749  | -254 |

15. kolovoza 2012.
- Poljska -  Belgija 57:64
- Albanija -  Švicarska 51:76

17. i 18. kolovoza 2012.
- Finska -  Albanija 112:77
- Švicarska -  Poljska 66:80

21. kolovoza 2012.
- Poljska -  Finska 79:81
- Belgija -  Švicarska 98:49

24. kolovoza 2012.
- Finska -  Belgija 97:60
- Albanija -  Poljska 67:105

27. kolovoza 2012.
- Švicarska -  Finska 60:89
- Belgija -  Albanija 97:59

30. kolovoza 2012.
- Švicarska -  Albanija 93:84
- Belgija -  Poljska 73:87

2. rujna 2012.
- Poljska -  Švicarska 111:67
- Albanija -  Finska 52:95

5. rujna 2012.
- Finska -  Poljska 91:96
- Švicarska -  Belgija 82:73

8. rujna 2012.
- Poljska -  Albanija 89:59
- Belgija -  Finska 71:68

11. rujna 2012.
- Finska -  Švicarska 84:77
- Albanija -  Belgija 46:82

### Skupina F
|    | Reprezentacija | Bod. | Ut. | Pob. | Por. | Pos. | Pri. | RP   |
| -- | -------------- | ---- | --- | ---- | ---- | ---- | ---- | ---- |
| 1. | Italija        | 16   | 8   | 8    | 0    | 638  | 496  | +142 |
| 2. | Turska         | 13   | 8   | 5    | 3    | 617  | 568  | +49  |
| 3. | Češka          | 13   | 8   | 5    | 3    | 565  | 551  | +14  |
| 4. | Bjelorusija    | 10   | 8   | 2    | 6    | 553  | 626  | -73  |
| 5. | Portugal       | 8    | 8   | 0    | 8    | 523  | 655  | -132 |

15. kolovoza 2012.
- Bjelorusija -  Češka 65:73
- Italija -  Portugal 97:45

18. kolovoza 2012.
- Turska -  Bjelorusija 77:74
- Češka -  Italija 53:63

21. kolovoza 2012.
- Italija -  Turska 78:69
- Portugal -  Češka 67:74

24. kolovoza 2012.
- Bjelorusija -  Italija 63:84
- Turska -  Portugal 74:62

27. kolovoza 2012.
- Češka -  Turska 82:64
- Portugal -  Bjelorusija 75:82

30. kolovoza 2012.
- Češka -  Bjelorusija 79:72
- Portugal -  Italija 70:82

2. rujna 2012.
- Bjelorusija -  Turska 62:91
- Italija -  Češka 68:56

5. rujna 2012.
- Turska -  Italija 82:83
- Češka -  Portugal 90:71

8. rujna 2012.
- Portugal -  Turska 69:79
- Italija -  Bjelorusija 83:58

11. rujna 2012.
- Bjelorusija -  Portugal 77:64
- Turska -  Češka 81:58